# Yucca lacandonica
Yucca lacandonica es una especie de planta fanerógama con el nombre común de yuca tropical. 

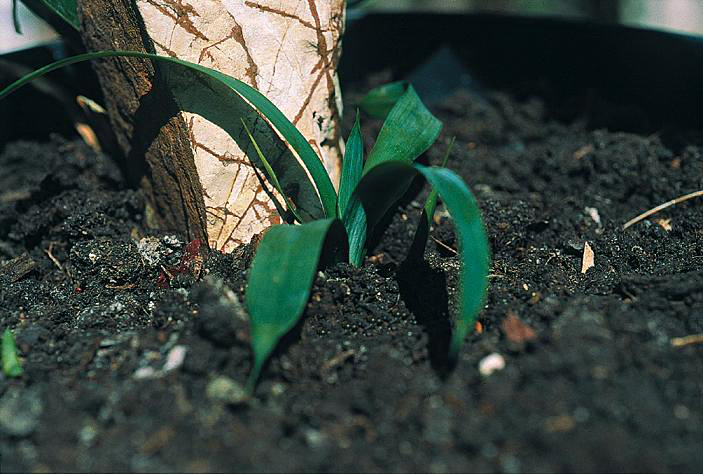
Detalle

## Distribución y hábitat
Es originaria de Belice y el sur de México, donde se encuentra en los estados de Chiapas, Veracruz, Tabasco, Quintana Roo, Campeche y Yucatán. Es única en el género, son las únicas especies epifitas en el grupo, aunque se ha informado de que puede crecer también con hábito terrestre.

## Descripción
Yucca lacandonica es una planta epífita; con tallos de 1-3 m de altura, y 25 cm de diámetro en la base, parcialmente horizontales, curvados. Las hojas de 35-85 x 3-7 cm, angostándose cerca de la base, carnosas a delgadas; ápice finamente agudo; márgenes denticulados con una banda amarillenta de 0.5 mm de ancho. La inflorescencia en panícula de 40-100 cm, piramidal, brevipedunculada. Las flores campanuladas; tépalos 4.5-7 x 0.8 cm o más, oblongo-lineares, blancos o blanquecinos, libres desde la base; filamentos 7 mm; ovario 1-1.5 x 0.4-0.6 cm, oblongo. Fruto 4-10 x 2-4.5 cm, cilíndrico, carnoso, subtrígono, indehiscente; semillas 5-7 x 4-6 mm.

## Taxonomía
Yucca lacandonica fue descrita por Gómez Pompa & J.Valdés y publicado en Boletín de la Sociedad Botánica de México 27: 43. 1962
Etimología
Yucca: nombre genérico que fue nombrado por Carlos Linneo y que deriva por error de la palabra taína: yuca (escrita con una sola "c").
lacandonica: epíteto geográfico que alude a su localización en la selva Lacandona.